# ماسكيلا
ماسكيلا أو ماسكولا (بالإنجليزية: Mascula) كانت مدينة نوميدية أمازيغية في شرق نوميديا (مملكة ماسيلي). تقع في مدينة خنشلة الحالية بالجزائر.